# Heiner Minssen
Heiner Minssen (* 1951 in Bremen) ist ein deutscher Soziologe.

## Leben
Heiner Minssen studierte Soziologie an der Universität Bielefeld mit dem Abschluss Diplom. 1981 wurde er ebendort promoviert.
1992 habilitierte er sich an der Universität Dortmund. Von 1979 bis 1992 war er wissenschaftlicher Mitarbeiter an der Sozialforschungsstelle Dortmund. Nach einer Vertretungsprofessur an der Universität Bielefeld war er seit 1994 Professor für Arbeitsorganisation und Arbeitsgestaltung am Institut für Arbeitswissenschaft der Ruhr-Universität Bochum und war hier über mehrere Jahre Geschäftsführender Leiter. Er war darüber hinaus kooptiertes Mitglied in der Sektion Soziologie der Fakultät für Sozialwissenschaft. 2017 wurde er in den Ruhestand verabschiedet.

## Schriften (Auswahl)
- Die Rationalität von Rationalisierung. Betrieblicher Wandel und die Industriesoziologie, Enke, Stuttgart 1992
- Von der Hierarchie zum Diskurs. Die Zumutungen der Selbstregulation, Hampp, München/Mering 1999
- (Hg.): Begrenzte Entgrenzungen. Wandlungen von Organisation und Arbeit, Ed. Sigma, Berlin 2000
- Arbeits- und Industriesoziologie. Eine Einführung, Campus, Frankfurt am Main/New York 2006
- Professionalität der Interessenvertretung. Arbeitsbedingungen und Organisationspraxis von Betriebsräten (mit Christian Riese). Ed. Sigma, Berlin 2007
- Bindung und Entgrenzung. Eine Soziologie international tätiger Manager, Hampp, München/Mering 2009
- Hg. (zusammen mit Hartmut Hirsch-Kreinsen): Lexikon zur Arbeits- und Industriesoziologie. Sigma, Berlin 2013